# Peraltilla (kommunhuvudort)
Peraltilla är en kommunhuvudort i Spanien.   Den ligger i provinsen Provincia de Huesca och regionen Aragonien, i den nordöstra delen av landet, 400 km nordost om huvudstaden Madrid. Peraltilla ligger 420 meter över havet och antalet invånare är 183.
Terrängen runt Peraltilla är platt åt sydväst, men åt nordost är den kuperad. Runt Peraltilla är det ganska glesbefolkat, med 42 invånare per kvadratkilometer. Närmaste större samhälle är Barbastro, 12,1 km öster om Peraltilla. Trakten runt Peraltilla består till största delen av jordbruksmark.